# Isòtops del germani
El germani (Ge) té cinc isòtops naturals, el 70Ge, 72Ge, el 73Ge, el 74Ge, i el 76Ge. D'aquests, el 76Ge és molt poc radioactiu, desintegrant-se per emissió doble beta amb un període de semidesintegració d'1,58 × 1021 anys. El 74Ge és l'isòtop més comú, amb una abundància natural d'aproximadament el 36%. El 76Ge és el menys comú amb una abundància natural d'aproximadament el 7%. Quan es bombardeja amb partícules alfa, l'isòtop 72Ge genera 77Se estable, desprenent electrons d'alta energia en el procés. Per això, s'usa en combinació amb el radó en bateries nuclears.
S'han sintetitzat almenys 27 radioisòtops que varien en massa atòmica de 58 a 89. El més estable és el 68Ge, que es desintegra per captura electrònica amb un període de semidesintegració de 270,95 d. El menys estable és el 60Ge amb un període de semidesintegració de 30 ms. Mentre que la majoria dels radioisòtops del germani es desintegren per emissió beta, el 61Ge i el 64Ge ho fan per emissió de protons retardats β+. Del 84Ge al 87Ge també tenen una menor emissió de neutrons retardats.

Massa atòmica estàndard: 72.64(1) u

## Taula
| Símbol del núclid | Z(p)                | N(n)                | massa isotòpica(u)  | període de semidesintegració | Espín nuclear | composició isotòpics representativa (fracció molar) | rang de variació natural (fracció molar) |
| Símbol del núclid | energia d'excitació | energia d'excitació | energia d'excitació | període de semidesintegració | Espín nuclear | composició isotòpics representativa (fracció molar) | rang de variació natural (fracció molar) |
| ----------------- | ------------------- | ------------------- | ------------------- | ---------------------------- | ------------- | --------------------------------------------------- | ---------------------------------------- |
| 58Ge              | 32                  | 26                  | 57.99101(34)#       |                              | 0+            |                                                     |                                          |
| 59Ge              | 32                  | 27                  | 58.98175(30)#       |                              | 7/2-#         |                                                     |                                          |
| 60Ge              | 32                  | 28                  | 59.97019(25)#       | 30# ms                       | 0+            |                                                     |                                          |
| 61Ge              | 32                  | 29                  | 60.96379(32)#       | 39(12) ms                    | (3/2-)#       |                                                     |                                          |
| 62Ge              | 32                  | 30                  | 61.95465(15)#       | 129(35) ms                   | 0+            |                                                     |                                          |
| 63Ge              | 32                  | 31                  | 62.94964(21)#       | 142(8) ms                    | (3/2-)#       |                                                     |                                          |
| 64Ge              | 32                  | 32                  | 63.94165(3)         | 63.7(25) s                   | 0+            |                                                     |                                          |
| 65Ge              | 32                  | 33                  | 64.93944(11)        | 30.9(5) s                    | (3/2)-        |                                                     |                                          |
| 66Ge              | 32                  | 34                  | 65.93384(3)         | 2.26(5) h                    | 0+            |                                                     |                                          |
| 67Ge              | 32                  | 35                  | 66.932734(5)        | 18.9(3) min                  | 1/2-          |                                                     |                                          |
| 67m1Ge            | 18.20(5) keV        | 18.20(5) keV        | 18.20(5) keV        | 13.7(9) µs                   | 5/2-          |                                                     |                                          |
| 67m2Ge            | 751.70(6) keV       | 751.70(6) keV       | 751.70(6) keV       | 110.9(14) ns                 | 9/2+          |                                                     |                                          |
| 68Ge              | 32                  | 36                  | 67.928094(7)        | 270.95(16) d                 | 0+            |                                                     |                                          |
| 69Ge              | 32                  | 37                  | 68.9279645(14)      | 39.05(10) h                  | 5/2-          |                                                     |                                          |
| 69m1Ge            | 86.765(14) keV      | 86.765(14) keV      | 86.765(14) keV      | 5.1(2) µs                    | 1/2-          |                                                     |                                          |
| 69m2Ge            | 397.944(18) keV     | 397.944(18) keV     | 397.944(18) keV     | 2.81(5) µs                   | 9/2+          |                                                     |                                          |
| 70Ge              | 32                  | 38                  | 69.9242474(11)      | ESTABLE                      | 0+            | 0.2038(18)                                          |                                          |
| 71Ge              | 32                  | 39                  | 70.9249510(11)      | 11.43(3) d                   | 1/2-          |                                                     |                                          |
| 71mGe             | 198.367(10) keV     | 198.367(10) keV     | 198.367(10) keV     | 20.40(17) ms                 | 9/2+          |                                                     |                                          |
| 72Ge              | 32                  | 40                  | 71.9220758(18)      | ESTABLE                      | 0+            | 0.2731(26)                                          |                                          |
| 72mGe             | 691.43(4) keV       | 691.43(4) keV       | 691.43(4) keV       | 444.2(8) ns                  | 0+            |                                                     |                                          |
| 73Ge              | 32                  | 41                  | 72.9234589(18)      | ESTABLE                      | 9/2+          | 0.0776(8)                                           |                                          |
| 73m1Ge            | 13.2845(15) keV     | 13.2845(15) keV     | 13.2845(15) keV     | 2.92(3) µs                   | 5/2+          |                                                     |                                          |
| 73m2Ge            | 66.726(9) keV       | 66.726(9) keV       | 66.726(9) keV       | 499(11) ms                   | 1/2-          |                                                     |                                          |
| 74Ge              | 32                  | 42                  | 73.9211778(18)      | ESTABLE                      | 0+            | 0.3672(15)                                          |                                          |
| 75Ge              | 32                  | 43                  | 74.9228589(18)      | 82.78(4) min                 | 1/2-          |                                                     |                                          |
| 75m1Ge            | 139.69(3) keV       | 139.69(3) keV       | 139.69(3) keV       | 47.7(5) s                    | 7/2+          |                                                     |                                          |
| 75m2Ge            | 192.18(7) keV       | 192.18(7) keV       | 192.18(7) keV       | 216(5) ns                    | 5/2+          |                                                     |                                          |
| 76Ge              | 32                  | 44                  | 75.9214026(18)      | 1.78(8)E+21 a                | 0+            | 0.0783(7)                                           |                                          |
| 77Ge              | 32                  | 45                  | 76.9235486(18)      | 11.30(1) h                   | 7/2+          |                                                     |                                          |
| 77mGe             | 159.70(10) keV      | 159.70(10) keV      | 159.70(10) keV      | 52.9(6) s                    | 1/2-          |                                                     |                                          |
| 78Ge              | 32                  | 46                  | 77.922853(4)        | 88(1) min                    | 0+            |                                                     |                                          |
| 79Ge              | 32                  | 47                  | 78.9254(1)          | 18.98(3) s                   | (1/2)-        |                                                     |                                          |
| 79mGe             | 185.95(4) keV       | 185.95(4) keV       | 185.95(4) keV       | 39.0(10) s                   | (7/2+)#       |                                                     |                                          |
| 80Ge              | 32                  | 48                  | 79.92537(3)         | 29.5(4) s                    | 0+            |                                                     |                                          |
| 81Ge              | 32                  | 49                  | 80.92882(13)        | 7.6(6) s                     | 9/2+#         |                                                     |                                          |
| 81mGe             | 679.13(4) keV       | 679.13(4) keV       | 679.13(4) keV       | 7.6(6) s                     | (1/2+)        |                                                     |                                          |
| 82Ge              | 32                  | 50                  | 81.92955(26)        | 4.55(5) s                    | 0+            |                                                     |                                          |
| 83Ge              | 32                  | 51                  | 82.93462(21)#       | 1.85(6) s                    | (5/2+)#       |                                                     |                                          |
| 84Ge              | 32                  | 52                  | 83.93747(32)#       | 0.947(11) s                  | 0+            |                                                     |                                          |
| 85Ge              | 32                  | 53                  | 84.94303(43)#       | 535(47) ms                   | 5/2+#         |                                                     |                                          |
| 86Ge              | 32                  | 54                  | 85.94649(54)#       | >150 ns                      | 0+            |                                                     |                                          |
| 87Ge              | 32                  | 55                  | 86.95251(54)#       | 0.14# s                      | 5/2+#         |                                                     |                                          |
| 88Ge              | 32                  | 56                  | 87.95691(75)#       | >=300 ns                     | 0+            |                                                     |                                          |
| 89Ge              | 32                  | 57                  | 88.96383(97)#       | >150 ns                      | 3/2+#         |                                                     |                                          |